# Adolphe Menjou
Adolphe Jean Menjou (Pittsburgh, Pensilvania, 18 de febrero de 1890 - Beverly Hills, Los Ángeles; 29 de octubre de 1963) fue un actor estadounidense. En 1931 fue nominado al Oscar al mejor actor, aunque no ganó la estatuilla.

## Biografía
Nació en una familia de origen francés, en la ciudad de Pittsburgh, estado de Pensilvania, en Estados Unidos, el 18 de febrero de 1890.
Fue educado en algunas escuelas militares, como la Academia Militar Culver, pensando en dedicarse profesionalmente a la carrera militar como ingeniero militar, completó estudios en la Universidad de Cornell, Nueva York. 
Debutó en la escena teatral, con papeles en el vodevil, para dedicarse al cine mudo en 1914.
Prácticamente en toda su filmografía actúa en papeles secundarios, en papeles adecuados a su físico, lo que no le permitió acceder a papeles del típico galán de Hollywood.
La Primera Guerra Mundial supuso un pequeño lapso en su carrera cinematográfica, ya que se unió al Ejército de los Estados Unidos como ingeniero militar, con el grado de oficial, lo que posteriormente contribuiría a ayudarle a desempeñar con soltura determinados papeles relacionados con la aristocracia, o en el ámbito militar.
No tuvo problemas con el paso del cine mudo al sonoro, como sucedió con varios actores y actrices, aunque su carrera cinematográfica sufrió un lapso.
En la década de 1950 se produjo su  declive definitivo, debido a que, por sus ideas conservadoras colaboró en la llamada caza de brujas organizada por el Comité de Actividades Antiamericanas del senador Joseph McCarthy, que le alejó de los sectores progresistas cinematográficos de Estados Unidos. Al parecer llegó a declarar que los actores que acusaba, por sus gestos, miradas o formas de hablar, transmitían ideas comunistas. También afirmó que los comunistas estadounidenses debían ser enviados a los desiertos de Texas, para que les matasen los texanos.
Falleció en Los Ángeles, California, por causa de una hepatitis.
En 1947 publicó su autobiografía It Took Nine Tailors.

### Matrimonios
- Su primer matrimonio fue con Katherine Kinsley.
- En 1928 contrajo un segundo matrimonio, con la actriz Kathryn Carver, de quien se divorció en 1934.
- El mismo año contrajo nuevo matrimonio con la también actriz Verree Teasdale, con la que había compartido reparto en algunas películas.

## Filmografía seleccionada
- 1921: El Jeque (The Sheik), de George Melford.
- 1923: Una mujer de París (A Woman of Paris), de Charles Chaplin.
- 1930: Marruecos (Morocco), de Josef von Sternberg.
- 1931: Un gran reportaje (The Front Page), de Lewis Milestone.
- 1932: Adiós a las armas (A Farewell to Arms), de Frank Borzage.
- 1934: Dejada en prenda (Little Miss Marker). de Alexander Hall.
- 1937: Ha nacido una estrella (A Star Is Born), de William A. Wellman.
  - Damas del teatro (Stage Door), de Gregory La Cava.
- 1946: Latidos del corazón (Heartbeat), de Sam Wood.
- 1948: El estado de la Unión (State of the Union), de Frank Capra.
- 1957: Senderos de gloria (Paths of Glory), de Stanley Kubrick, donde interpreta al general Boulard, un general cínico y repelente.[8]

## Premios y distinciones
Premios Óscar
| Año  | Categoría   | Película          | Resultado |
| ---- | ----------- | ----------------- | --------- |
| 1931 | Mejor actor | Un gran reportaje | Nominado  |